# Maisons remarquables et palais d'Égypte
Hormis les palais de l'Égypte antique et les mosquées, il existe de nombreuses maisons remarquables et palais en Égypte.

## Le Caire
- Le palais d'Abedin : construit par l'architecte français Rousseau entre 1863 et 1874 pour Abdeen Bey, un noble Ottoman, le palais est devenu le siège du gouvernement de l'Égypte.
- Le palais d'el-Orouba : construit de 1908 à 1910 comme hôtel de luxe (Heliopolis palace hotel), devenu une des résidences officielles du président de la République arabe d'Égypte
- Le palais du Baron Empain : construit entre 1907 et 1911 par l’architecte français Alexandre Marcel.
- Le palais Saïd Halim Pacha : construit à la fin du XIXe siècle pour le prince Saïd Halim Pacha, sur les plans de l'architecte italo-autrichien Lascia.
- Le palais Sakakini : construit en 1897 dans le quartier Daher (aujourd'hui quartier Sakakini), pour Habib Gabriel Sakakini, membre d'une famille d'armuriers, originaire de Damas.
- Le palais Mohamed Bey Tuwar
- Le palais Mohamed Ali Pacha : conçu par l'architecte Pascal Coste, construit de 1808 à 1821, dans le quartier de Choubra el Kheima, au Caire.
- Le palais de l'Émir Taz : construit en 1352 sur ordre de l'émir mamelouk Seifeddine Taz Ibn Katghag, le palais a été transformé à la fin du XIXe siècle en école de filles (la première en Égypte). Après restauration, il a été ouvert au public il y a une dizaine d'années.
- La maison Sennari : elle a servi de résidence aux savants accompagnant l'expédition de Bonaparte. La rue (quartier Sayyeda Zeinab) porte le nom du président de l'Institut d’Égypte, Gaspard Monge.
- La maison es Suhaymi : construite en 1648 par le Sheikh Ahmed as-Suhaymi
- Le palais Al-Manyal : construit fin XIXe, début XXe siècle pour être la demeure de Mohamed Ali Tawfiq, prince de l'ancien régime.

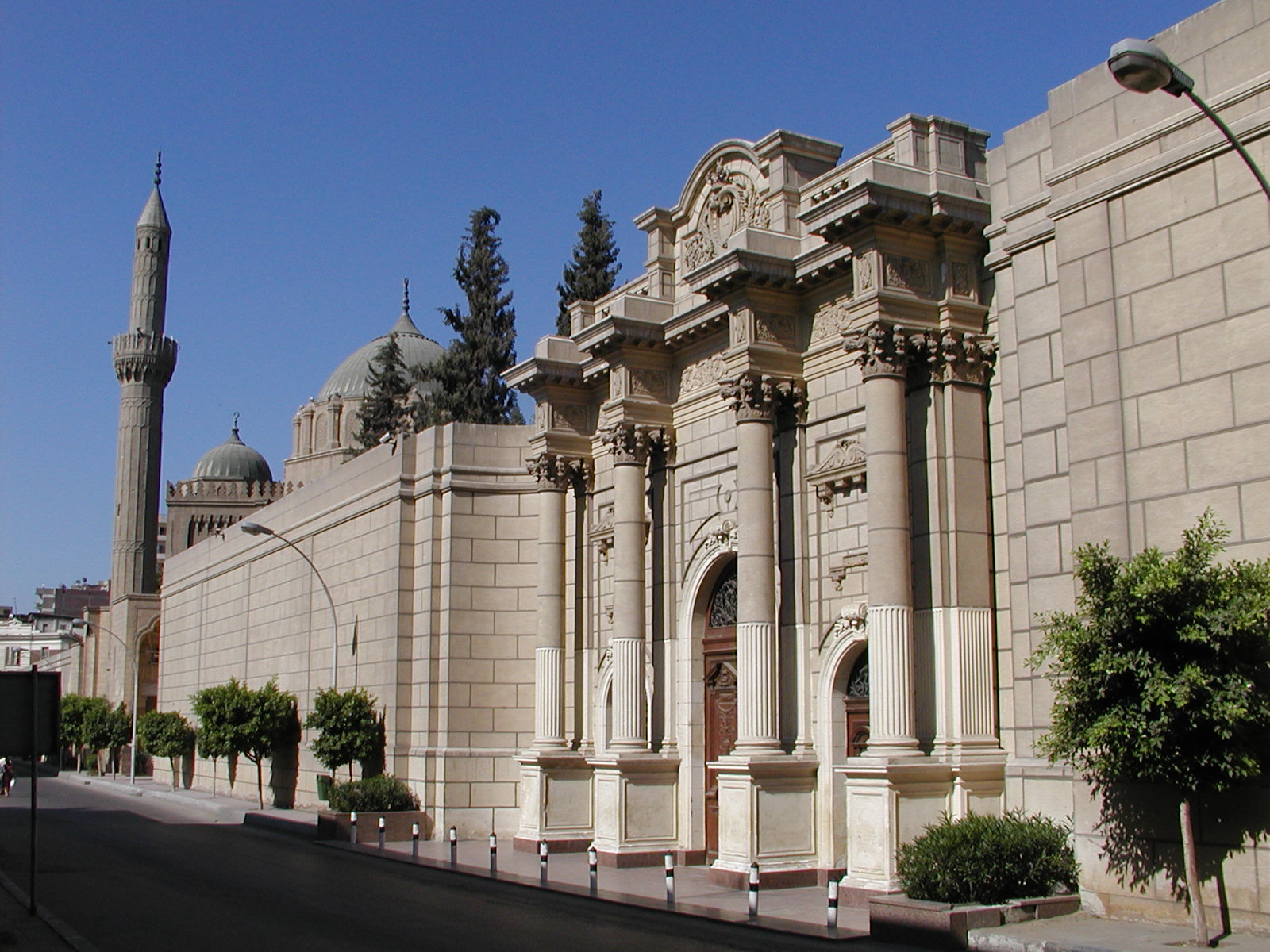
Le palais d'Abedin
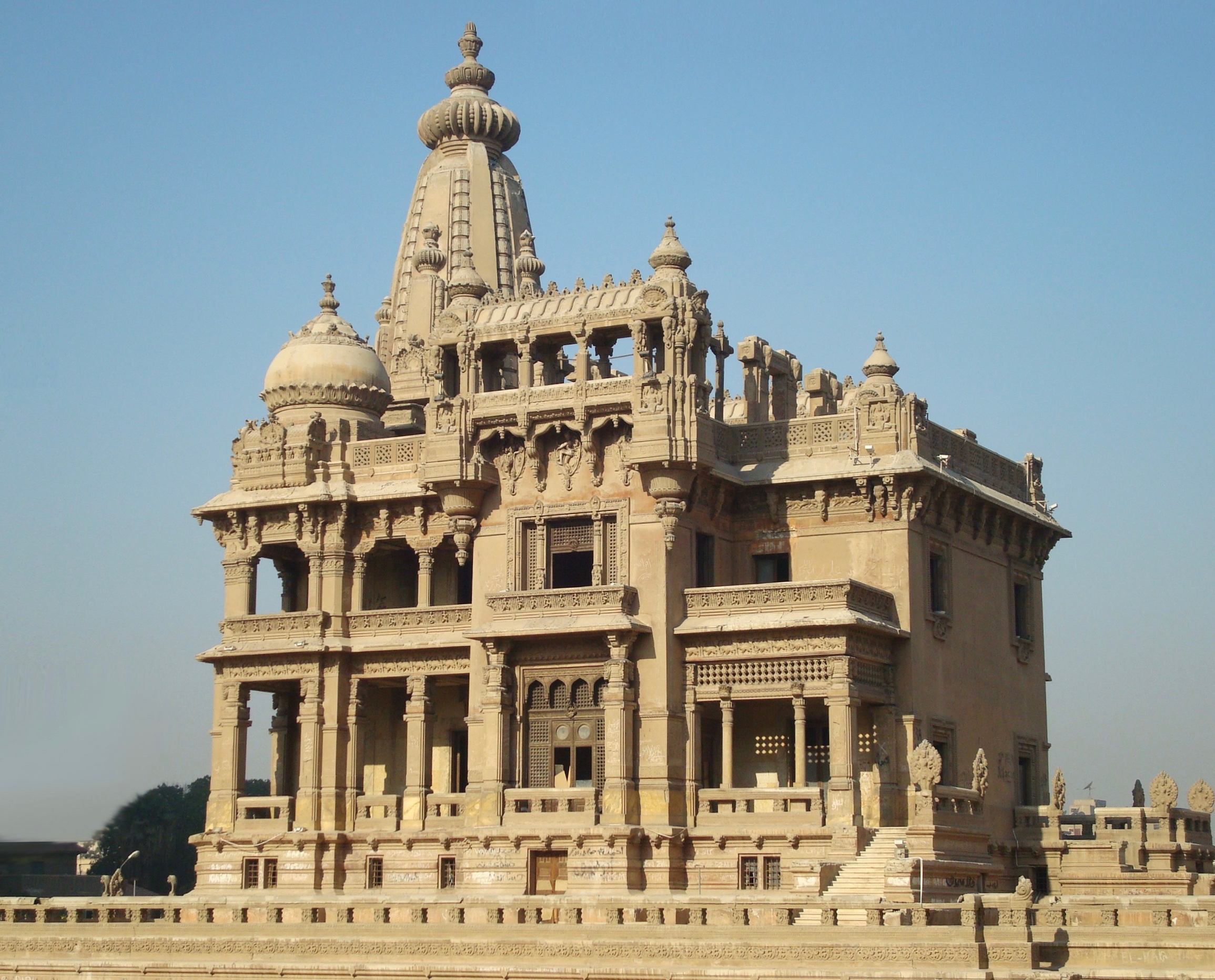
Le palais du Baron Empain
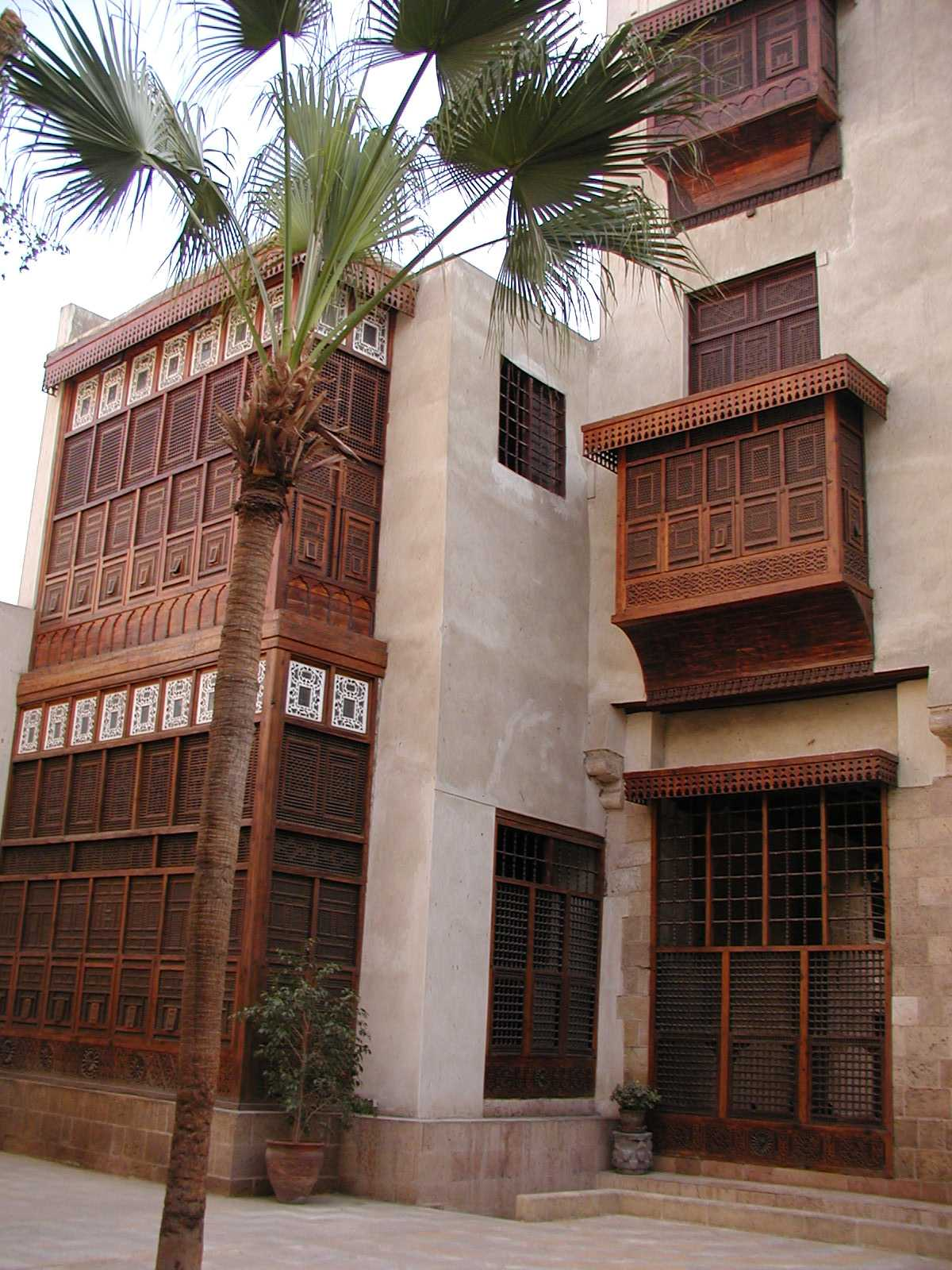
Moucharabieh vu de la cour de la maison es Suhaymi
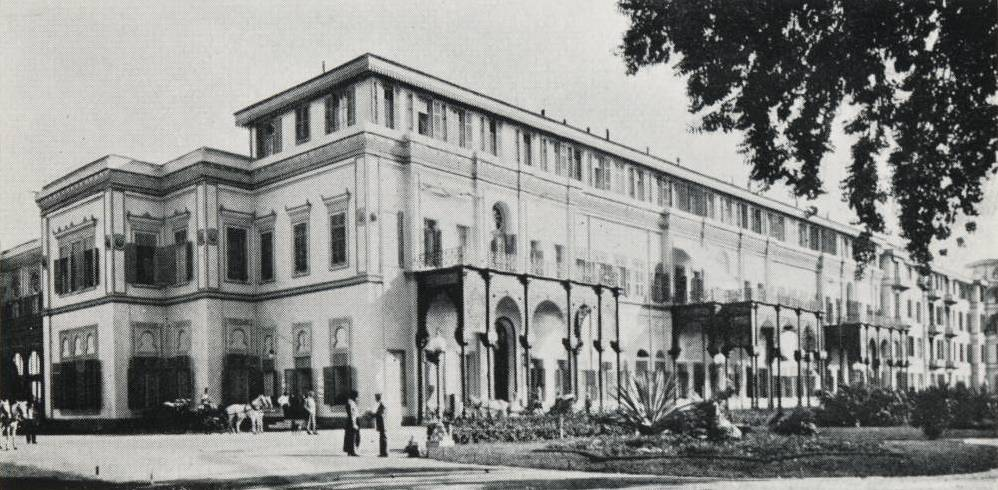
Le palais Ghezira
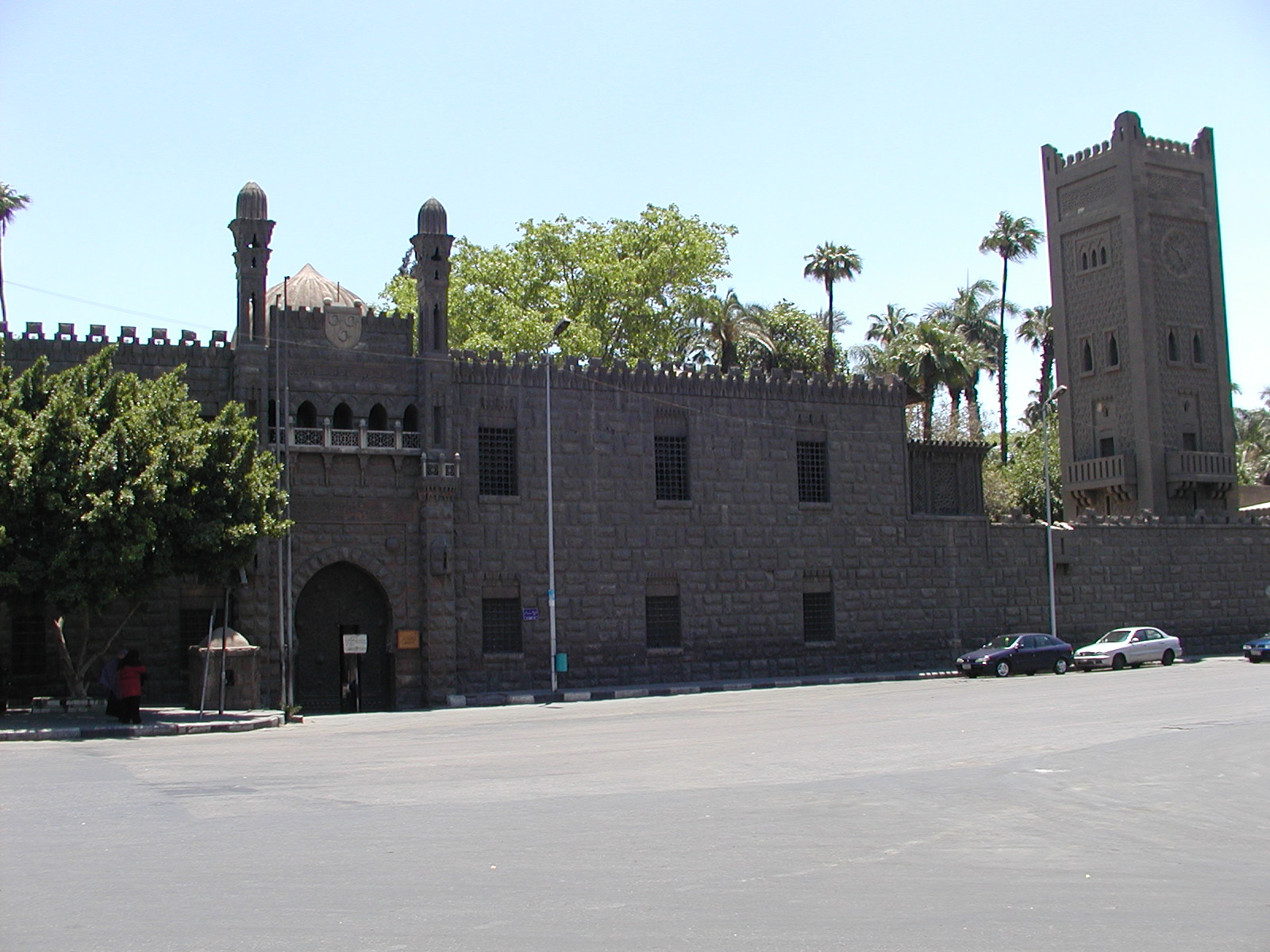
Le palais Al-Manyal

## Alexandrie
- Le Khan el Chourbagui

## Ismaïlia
- Les habitations des cadres de la Compagnie universelle du canal maritime de Suez